# Miquel Pueyo
Miquel Pueyo París (Lérida, 18 de agosto del 1957) fue alcalde de Lérida, de Esquerra Republicana de Catalunya, desde el 15 de junio de 2019. También es escritor, profesor universitario en la Universidad de Lérida y político.

## Biografía

### Formación académica y Actividad docente
Tras estudiar en los Maristas, se licenció y doctoró en Filología Catalana por la Universidad de Barcelona. También realizó estudios de Graduado social. Es profesor de la Universidad de Lérida, desde donde en 1979 ha impartido clases de sociolingüística y de política lingüística. Actualmente es profesor de Periodismo y Comunicación audiovisual, e imparte Comunicación política y Opinión pública, y Análisis y Creación de Contenidos Digitales. Al mismo tiempo, dirige la Cátedra de Periodismo y Comunicación.
Ha sido director del Instituto de Estudios Ilerdenses y delegado del Instituto de Ciencias de la Educación (ICE) de la Universidad de Barcelona en Lérida. Es o ha sido miembro del Ateneo Popular de Poniente, de Òmnium Cultural, de la Asociación de Escritores en Lengua Catalana, de la Asociación de Antiguos Diputados al Parlamento de Cataluña y de la Asociación para la Delegación Olímpica de Cataluña (ADOC).

### Actividad política en Esquerra Republicana de Cataluña
Milita en Esquerra Republicana de Cataluña, desde 1988, y fue elegido diputado por este partido en el Parlamento de Cataluña en las elecciones de 1988 y 1992. En la legislatura 1988-1992 fue Portavoz Adjunto del Grupo parlamentario de ERC. En la legislatura 1992-1995 fue presidente de las Comisiones del Parlamento de Cataluña, del Síndico de Agravios y de Estudio de las Dificultades de la Utilización del lenguaje de signos.
Ha sido director de Planificación lingüística de la Generalidad de Cataluña durante el 2004. Y secretario de Política Lingüística de la Generalidad de Cataluña en dos etapas: la primera, de enero de 2005 hasta mayo de 2006, y la segunda de noviembre de 2006 a septiembre de 2007, cuando fue designado delegado territorial del Gobierno de la Generalidad en Lérida. En 2011 se reincorporó a la Universidad de Lérida. 

### Alcalde de Lérida
En mayo de 2018 fue nombrado candidato a la alcaldía de Lérida por la candidatura de Esquerra Republicana, Movimiento de Izquierdas, Avancem, y la Juventudes de Esquerra Republicana, junto con la plataforma ciudadana de apoyo, Lérida Republicana.
En las elecciones de mayo de 2019, ERC y el Partido de los Socialistas de Cataluña obtuvieron siete ediles cada uno. Si bien, los republicanos tuvieron 81 votos más que los socialistas. Tras ellos, Junts per Cataluña consiguió seis ediles, Ciudadanos tres, y finalmente, El Comú Lleida y Partido Popular dos ediles cada uno. 
El 15 de junio de 2019 fue investido alcalde de Lérida, al disponer de mayoría absoluta gracias al apoyo de los seis ediles de Junts per Cataluña y de los dos ediles de El Comú Lleida: quince ediles de un total de veintisiete. Se puso fin a cuarenta años de gobierno socialista en la alcaldía ilerdense.

## Obras publicadas
- Lleida: ni blancs ni negres, però espanyols (‘Lleida: ni blancos ni negros, pero españoles’) (1984, ISBN 978-84-297-2125-6)
- Llengües en contacte en la comunitat lingüística catalana (‘Lenguas en contacto en la comunidad lingüística catalana’) (1991, ISBN 8437008662)
- Tres escoles per als catalans: minorització lingüística i implantació escolar a Itàlia, França i Espanya (‘Tres escuelas para los catalanes: minorización lingüística e implantación escolar en Italia, Francia y España’) (1996, ISBN 978-84-7935-327-8)
- Política i planificació lingüístiques (‘Política y planificación lingüísticas’) (1997, ISBN 978-84-7660-342-0)
- El fantasma de la mort del català: cap a un nou discurs sobre la llengua catalana (‘El fantasma de la muerte del catalán: hacia un nuevo discurso sobre la lengua catalana’) (2007, ISBN 978-84-8437-935-5)
- Mort certa, hora incerta: de l'edat mitjana a la societat digital (‘Muerte cierta, hora incierta. De la edad mediana a la sociedad digital’), con Ernest Benach (2013, ISBN 978-84-9975-318-8)